# Jean-Pierre Bel
Jean-Pierre Bel (Lavaur, 30 dicembre 1951) è un politico francese.
Dal 1º ottobre 2011 al 30 settembre 2014 Jean-Pierre Bel è stato presidente del Senato, il sesto dalla fondazione della Quinta Repubblica francese nel 1958, il primo proveniente dal Partito Socialista francese.

## Biografia
Figlio di un ferroviere iscritto al Partito Comunista Francese e membro della Resistenza, cresce a Tolosa, presso la cui università si laurea in legge.
Inizialmente militante della Lega comunista rivoluzionaria, una formazione troskista, tra il 1960 e il 1970 è attivo sul fronte della protezione dei perseguitati dalla dittatura franchista, e per questo subisce anche un breve periodo di incarcerazione in Spagna.

## Carriera politica
Nel 1983 aderisce al Partito Socialista. Eletto sindaco di Mijanès, un comune di 80 abitanti dell'Ariège, nel 1983. Consigliere regionale del Midi-Pirenei dal 1992 al 1998, consigliere generale, eletto nel cantone di Lavelanet, della Alta Garonna dal 1998 al 2001, sindaco di Lavelanet dal 2001 al 2008.
Eletto senatore dell'Ariège nel 1999, rieletto nel 2008, presidente del gruppo parlamentare socialista al Senato dal 2004 al 2011. Membro della direzione nazionale del Partito Socialista dal 1994 al 2000. Alle primarie del 2011 per la candidatura socialista alle presidenziali del 2012 sostiene fin dal primo momento François Hollande.

### Presidente del Senato
Dopo le elezioni del 25 settembre 2011 per il rinnovo di una metà dei membri dell'assemblea, Bel presenta la sua candidatura alla presidenza del Senato. Il 1º ottobre 2011 riceve 179 voti, battendo il candidato del centrodestra, il suo predecessore Gérard Larcher, che ha 134 voti, e la senatrice centrista Valérie Létard (29 voti).
Il 5 marzo 2014, rende pubblica la sua decisione di non ripresentarsi alle elezioni per il rinnovo della metà dei senatori previste il successivo 28 settembre. Il 1º ottobre 2014 passa quindi le consegne al nuovo presidente, che è anche il suo immediato predecessore, Gérard Larcher.

## Vita privata
Dal primo matrimonio ha avuto due figlie. Dal 2009 è sposato con un'indossatrice cubana, da cui ha avuto una figlia.

## Curiosità
Personaggio consensuale, rispettato dagli avversari, Jean-Pierre Bel è un uomo elegante e parla con l'accento della sua regione. Con i suoi 59 anni nel 2011 è stato insieme al predecessore Gérard Larcher, anch'egli eletto presidente del Senato a 59 anni, il più giovane a essere chiamato a guidare l'alta assemblea. Appassionato di storia, di cinema e di musica latino-americana, ama il rugby e il calcio ed è tifoso del Futbol Club Barcelona.